# ジュラのワイン

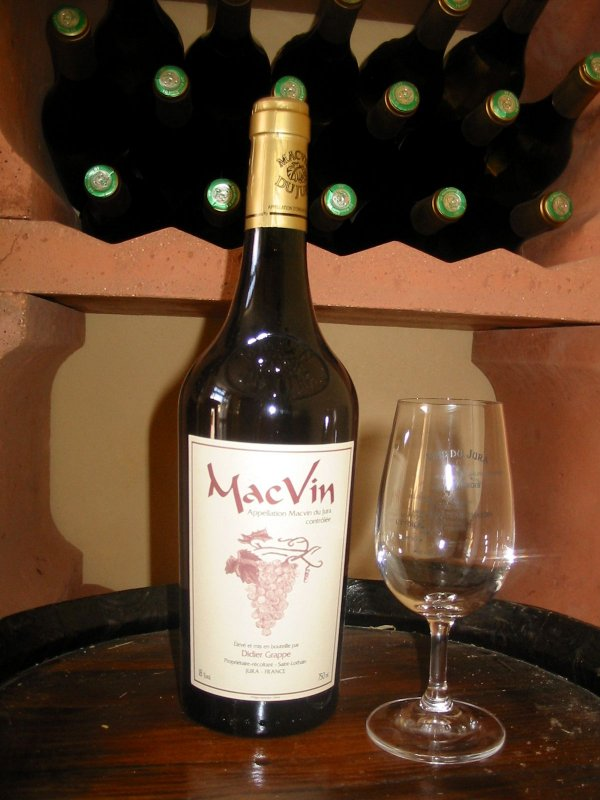
ジュラのワイン

ジュラのワイン（仏: Vin de Jura）は、フランス東部の、スイスと国境を接するジュラ県で生産されるワインである。
ピノ・ノワールのほか、プールサールやトルーソーによる赤ワインも生産されているが、大半は白ワインで、サヴァニャン種から造られる白ワインが多い。
この地方で特に個性的なワインは、ヴァン・ジョーヌ（黄ワイン）と呼ばれるもので、シェリーと似た作り方をする、かなり黄色みの強い辛口の白ワインで、ブドウの強い香りのほかに、紹興酒のような香りがつき、非常に深い味わいがある。
また、vin de paille（ヴァン・ド・パイユ、麦わらワインの意）は、遅摘みしたブドウを麦わらの上で乾燥させ（近年はカゴを用いることが多い）、ワインにするもので、やはり濃い黄色で極甘口である。
この地区のAOCは
1. Côtes du Jura コート・デュ・ジュラ
2. Arbois アルボワ、Arbois Pupillin アルボワ・ピュピヤン
3. L'Etoile レトワール
4. Château-Chalon シャトー・シャロン
5. Crémant du Jura クレマン・ド・ジュラ
6. Macvin du Jura マクヴァン・デュ・ジュラ

の6つで、1が地域全体のAOC、2-4までが地区名AOC（アルボワ・ピュピヤンについては特定地理名称付）、5はスパークリングワイン、6はヴァン・ド・リキュールである。シャトー・シャロンおよびヴァン・ジョーヌのワインボトルは、一般的な750mlではなく、クラヴランという寸胴型でずんぐりした620ccの黄緑色のものが使われている。